# Ermita de San Cristóbal (Camporrobles)
La Ermita de San Cristóbal es un pequeño templo situado sobre una pequeña elevación a la salida de la población española de Camporrobles, en la provincia de Valencia, comunidad autónoma Valenciana, hacia la localidad de  Villargordo del Cabriel. Es Bien de Relevancia Local con identificador número 46.17.080-003.

## Descripción
El templo es una sencilla construcción rectangular con un porche delantero sostenido por dos columnas. La puerta, adintelada, forma un vano de medio punto y a ambos lados de la misma hay unos bancos de obra. El porche está cubierto por un tejado de una sola vertiente, mientras que el templo en sí está cubierto por uno a dos aguas. Sobre la fachada hay una espadaña.
El interior está iluminado mediante dos ventanucos enrejados abiertos en las paredes laterales. El techo es plano y enmarcado con escocia. La imagen del santo titular se alberga en una hornacina.